# Pennadomo
Pennadomo község (comune) Olaszország Abruzzo régiójában, Chieti megyében.

## Fekvése
A megye központi részén fekszik. Határai: Bomba, Civitaluparella, Montebello sul Sangro, Montenerodomo, Torricella Peligna és Villa Santa Maria.

## Története
Első írásos említése 1141-ből származik. A következő századokban nemesi birtok volt. Önállóságát a 19. század elején nyerte el, amikor a Nápolyi Királyságban felszámolták a feudalizmust.

## Népessége
A népesség számának alakulása:

## Főbb látnivalói
- San Nicola-templom
- Sant’Antonio Abate-templom
- San Lorenzo-templom
- Palazzo De Ritiis
- Palazzo Troilo-Valignani